# FireHouse (álbum)
| Críticas profissionais                                                      | Críticas profissionais |
| Avaliações da crítica                                                       | Avaliações da crítica  |
| Fonte                                                                       | Avaliação              |
| --------------------------------------------------------------------------- | ---------------------- |
| allmusic                                                                    | [ 1 ]                  |
| Esta tabela precisa de ser acompanhada por texto em prosa. Consulte o guia. |                        |

FireHouse é o álbum de estreia da banda americana de hard rock FireHouse, lançado em 1990 pelo selo Epic. Teve quatro singles lançados, sendo eles "Shake & Tumble", "Don't Treat Me Bad", "Love of a Lifetime" e "All She Wrote".

## Faixas
| N.º | Título                       | Duração |  |
| 1.  | "Rock on the Radio"          | 4:45    |  |
| 2.  | "All She Wrote"              | 4:27    |  |
| 3.  | "Shake & Tumble"             | 3:30    |  |
| 4.  | "Don't Treat Me Bad"         | 3:55    |  |
| 5.  | "Oughta Be a Law"            | 3:54    |  |
| 6.  | "Lover's Lane"               | 4:02    |  |
| 7.  | "Home Is Where the Heart Is" | 4:48    |  |
| 8.  | "Don't Walk Away"            | 4:31    |  |
| 9.  | "Seasons of Change"          | 1:29    |  |
| 10. | "Overnight Sensation"        | 3:56    |  |
| 11. | "Love of a Lifetime"         | 4:46    |  |
| 12. | "Helpless"                   | 4:25    |  |

## Créditos[2]
- C. J. Snare - vocais, teclados
- Bill Leverty - guitarra, violão
- Perry Richardson - baixo
- Michael Foster - bateria

## Desempenho nas paradas musicais
| Parada musical (1991)          | Melhor posição |
| ------------------------------ | -------------- |
| Canadá (RPM Top 100 Albums)    | 43             |
| Estados Unidos (Billboard 200) | 21             |

## Certificações
| Canadá (Music Canada)                     | Ouro       | 30 de abril de 1993   | 50.000*    |
| Estados Unidos (RIAA)                     | 2× Platina | 9 de novembro de 1994 | 2.000.000* |
| *número de vendas baseado na certificação |            |                       |            |